# Streptocarpus glabrifolius
Streptocarpus glabrifolius är en tvåhjärtbladig växtart som beskrevs av Jean-Henri Humbert. Streptocarpus glabrifolius ingår i släktet Streptocarpus och familjen Gesneriaceae. Inga underarter finns listade i Catalogue of Life.